# Андоррско-бутанские отношения
Андоррско-бутанские отношения — двусторонние дипломатические отношения между Княжеством Андорра и Королевством Бутан.

## Сравнительная характеристика
|                     | Андорра                                     | Бутан                        |
| ------------------- | ------------------------------------------- | ---------------------------- |
| Население           | 87 486 человек                              | 787 424 человек              |
| Площадь             | 468 квадратный километр                     | 38 394,0 квадратный километр |
| Часовой пояс        | центральноевропейское время, Europe/Andorra | UTC+6:00, Бутанское время    |
| Столица             | Андорра-ла-Велья                            | Тхимпху                      |
| Форма правления     | конституционная монархия                    | конституционная монархия     |
| Официальный язык    | каталанский язык                            | дзонг-кэ                     |
| Основная религия    | католицизм                                  | буддизм                      |
| Дата основания      | 1278 год                                    | 8 августа 1949 года          |
| Уровень грамотности | 100 процентов                               | 72,1 процент                 |

## История
Государства долгое время не были участниками глобальных международных отношений. Они никогда не входили в Лигу Наций, а в ООН вступили достаточно поздно, поскольку другие страны затруднялись рассматривать их как суверенные государства, так как Бутан был достаточно зависим от Индии, а Андорра — от Франции и Испании. Бутан стал участником международных отношений с 1971 года, а Андорра начала устанавливать дипломатические отношения с 1993 года, с момента ратификации Конституции. На протяжении долгого времени между странами не было дипломатических отношений.
23 марта 2012 года делегации двух стран встретились и официально установили дипломатические отношения. Андорра стала 39 страной, установившей дипломатические отношения с Бутаном. В состав андоррской делегации входил посол и постоянный представитель Андорры при ООН Нарсис Касаль, советник и заместитель постоянного представителя Меритксель Марса и третий секретарь Джемма Радуан. Бутанскую делегацию сопровождали посол и постоянный представитель Бутана при ООН Лхату Вангчук, советник-посланник и заместитель постоянного представителя Нима Оме и советник-посланник Сонам Тобгай. Представители обеих стран подписали совместное заявление, ратифицирующее установление дипломатическое отношений. Касаль подчеркнул, что для Андорры большая честь установить дипломатические отношения с Бутаном. Лхату Вангчук выразил удовлетворение, указав, что если посол будет аккредитован в Андорре, то это будет посол-резидент в Швейцарии, поскольку с её территории аккредитуются послы в те страны, которые не являются членами ЕС. В 2019 году Министр экономики Андорры Хорди Галлардо воспользовался своим визитом на 88-ю Измирскую ярмарку в Турции, чтобы провести двусторонние встречи с китайскими, турецкими и бутанскими коллегами. Встречи послужили укреплению сотрудничества между странами.
В рамках сотрудничества, подписанного между ЮНИСЕФ и правительством Андорры, княжество периодически с мая 2018 года по 2021 год направляло добровольные взносы в организацию, помогая детям с ограниченными возможностями в Бутане и делая бутанское образования общедоступным. ЮНИСЕФ также провела символическое велосипедное соревнования в 2019 году, с целью преодоления расстояния между Бутаном и Андоррой.

## Критика отношений

### Со стороны Андорры
29 августа 2010 года андоррская газета «Diari d'Andorra» выпустила публикацию «Inferns idíl·lics», в которой критиковала недавний каталонский репортаж о Бутане. По мнению редакции, в стране существует нарушение прав человека, пытки, проблема с беженцами, что не было отмечено в репортаже. В конечном счёте, Бутан представляется как страна, в которой сохранение традиций означает жертву свободой.

### Со стороны Бутана
Бутанская газета «The Bhutanese» 17 октября 2012 года выпустила публикацию, в которой критиковала внешнюю политику правительства. В частности, отметив, что «большинство новых стран, с которыми Бутан установил дипломатические отношения, являются глобально незначительными образованиями, которые мало чем могут помочь Бутану в каком-либо серьезном смысле. Непонятно, как такие страны, как Армения, Андорра и Фиджи могут быть полезны Бутану в реальной политике».

## Торговые отношения
Экспорт Бутана в Андорру снизился в годовом исчислении на 12,7%, с 1 520 долларов в 2000 году до 226 долларов в 2014 году. В 2014 году экспорт Бутана в Андорру составил сумму в 226 долларов (в основном, автомобильные запчасти), в то время как Андорра экспортировала в Бутан на сумму 1 770 долларов (в основном, высоковольтное защитное оборудование).

## Дипломатические представительства
- Андорра не представлена в Бутане ни на каком уровне[16].
- Бутан не имеет посольства в Андорре. Ближайшее бутанское посольство находится в Бельгии[17].

## Совместные международные организации
Обе страны являются членами ряда международных организаций, в том числе:
| Название организации                         | Дата присоединения Андорры | Дата присоединения Бутана |
| -------------------------------------------- | -------------------------- | ------------------------- |
| Интерпол                                     | 23 ноября 1987 года        | 19 сентября 2005 года     |
| Организация Объединенных Наций               | 28 июля 1993 года          | 21 сентября 1971 года     |
| Организация по запрещению химического оружия | 29 марта 2003 года         | 17 сентября 2005 года     |
| ЮНЕСКО                                       | 20 октября 1993 года       | 13 апреля 1982 года       |
| Международный союз электросвязи              | 12 ноября 1993 года        | 15 сентября 1988 года     |